# Ismail Sidqi Pascha

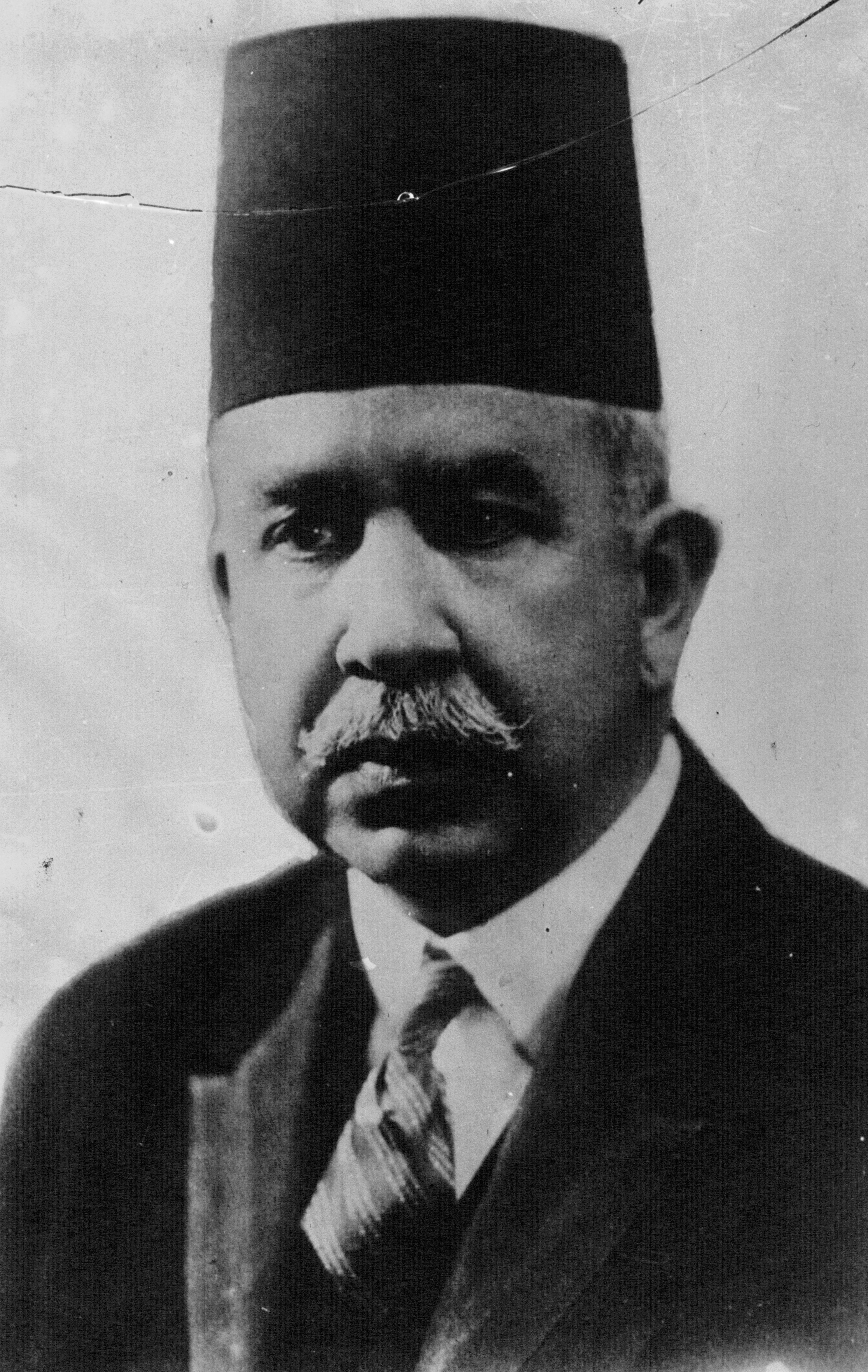
Ismail Sidqi Pascha (1932)

Ismail Sidqi Pascha (Ägyptisch-Arabisch: Ismaʿil Sidqi Basha; arabisch إسماعيل صدقي, DMG Ismāʿīl Ṣidqī; * 1875 in Alexandria, Khedivat Ägypten; † 9. Juli 1950 in Paris) war ein ägyptischer Politiker, der unter anderem 1930 bis 1933 sowie erneut 1946 Premierminister des Königreiches Ägypten war.

## Leben

### Minister und Premierminister von 1930 bis 1933
Ismail Sidqi Pascha trat in den 1890er Jahren als Mitarbeiter des Amtes des öffentlichen Anklägers in den öffentlichen Dienst ein, wechselte aber 1899 als Verwaltungssekretär in die Kommunalkommission von Alexandria. 1914 erfolgte seine Ernennung zum Landwirtschaftsminister. Nachdem Ägypten während der britischen Herrschaft 1914 zum Sultanat Ägypten wurde, übernahm er das Amt des Ministers für die religiösen Institutionen, die sogenannten Waqf.  1915 trat er der Nationalistischen Bewegung bei, aus der 1919 die Wafd-Partei hervorging, und wurde während des Ersten Weltkrieges zusammen mit dem Führer der Wafd-Bewegung, Saad Zaghlul, nach Malta deportiert.
Nach Kriegsende trat Sidqi aus der Wafd-Partei aus und fungierte im Kabinett von Premierminister Adli Yakan Pascha zwischen 1921 und 1922 als Finanzminister. Anschließend war er 1922 im Kabinett von Premierminister Abdel Chalek Sarwat Pascha erstmals Innenminister. Das Amt des Innenministers bekleidete er erneut zwischen 1924 und 1925 im Kabinett von Premierminister Ahmed Ziwar Pascha. Nachdem er sich fünf Jahre aus dem politischen Leben zurückgezogen hatte, wurde er als Nachfolger von Mustafa an-Nahhas Pascha am 20. Juni 1930 von König Fu'ād I. schließlich zum Premierminister des Königreiches Ägypten ernannt. Er begann daraufhin mit der Errichtung einer Diktatur nach dem Vorbild Benito Mussolinis. Am 27. Oktober 1930 setzte er eine neue Verfassung auf, die einerseits seine Diktatur festigte und andererseits die Macht des Königs erweiterte. Diese neue Verfassung führte ferner ein reaktionäres Wahlrecht und Pressezensur ein. Weiterhin wurde die Arbeit der politischen Parteien und die Versammlungs- und Meinungsfreiheit beschränkt. Die Rolle des Parlamentes wurde auf einen beratenden Status reduziert. Durch seine diktatorische Herrschaft versuchte Sidqi den Einfluss der Wafd-Partei zu beschränken.
Am 22. September 1933 musste König Fu'ād I. aber nach Massendemonstrationen Ismail Sidqi Pascha entlassen und ernannte Abdel Fattah Yahya Ibrahim Pascha zum Nachfolger. Der König übte aber bis 1935 im Rahmen einer Königsdiktatur in noch erheblicherem Masse Einfluss auf die ägyptische Tagespolitik aus und ließ im Dezember 1935 die frühere liberale Verfassung des Königreichs Ägypten von 1923 wiedereinsetzen. König Fu'ād I. starb 1936 und übergab die Herrschaft an seinen Sohn Faruq, welcher 1937 inthronisiert wurde und deutlich demokratischer regierte als sein Vorgänger.

### Anglo-Ägyptischer Vertrag 1936 und zweite Amtszeit als Premierminister 1946

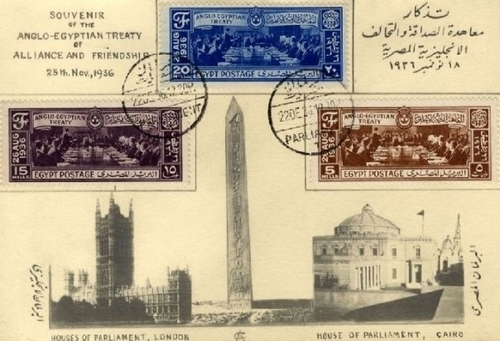
Postkarte mit Briefmarken anlässlich der Unterzeichnung des Anglo-Ägyptischen Vertrags, 1936

Sidqi trat 1936 einer Allparteien-Delegation für die Verhandlungen zum Anglo-Ägyptischen Vertrag bei. Nach diesem militärischen Bündnisvertrag zwischen dem Königreich Ägypten mit dem Sudan und Großbritannien musste Großbritannien seine seit der Unabhängigkeit Ägyptens 1922 bestehenden Sonderrechte aufgeben. Seine noch in Ägypten stationierten Truppen sollten auf die Sueskanalzone zurückgezogen werden und deren Anzahl auf 10.000 Soldaten begrenzt werden. Zusätzlich war es verpflichtet, beim Aufbau der ägyptischen Streitkräfte, welche jetzt unter dem vollständigen Oberbefehl des ägyptisch-sudanesischen Königs standen, zu helfen und diese im Falle eines Krieges zu unterstützen. Der Vertrag sollte 20 Jahre gültig sein und löste damit die Deklaration der Unabhängigkeit Ägyptens von 1922 ab. Der Vertrag wurde am 26. August 1936 unterzeichnet und trat am 22. Dezember des gleichen Jahres in Kraft. Im Anschluss war er erneut Finanzminister, ehe er sich 1938 abermals aus dem politischen Leben zurückzog.
Als Nachfolger von Mahmud an-Nukraschi Pascha übernahm Ismail Sidqi Pascha am 17. Februar 1946 zum zweiten Mal das Amt des Premierministers. Er trat für die Überarbeitung des Anglo-Ägyptischen Vertrages ein. Im Oktober 1946 flog er dafür zu Verhandlungen nach London, scheiterte dort allerdings in seinen Bemühungen, die Einheit zwischen Ägypten und dem Sudan unter der ägyptischen Krone zu erreichen. Er trat am 8. Dezember 1946 zurück und wurde am darauf folgenden 9. Dezember 1946 von Mahmud an-Nukraschi Pascha als Premierminister abgelöst.